# (6140) Kubokawa
(6140) Kubokawa ist ein Asteroid des Hauptgürtels, der am 6. Januar 1992 von den japanischen Astronomen Kin Endate und Kazurō Watanabe am Kitami-Observatorium (IAU-Code 400) in Kitami in der Unterpräfektur Okhotsk in Hokkaidō entdeckt wurde.
Benannt wurde er nach dem japanischen Astronomen Kazuo Kubokawa (1903–1943), der während Taiwan unter japanischer Herrschaft war, die Astronomical Association, Taiwan Branch leitete.